# Jezero Čiče
Jezero Čiče är en sjö i Kroatien. Den ligger i den centrala delen av landet, 15 km sydost om huvudstaden Zagreb. Jezero Čiče ligger 97 meter över havet. Arean är 0,80 kvadratkilometer. Trakten runt Jezero Čiče består till största delen av jordbruksmark. Den sträcker sig 1,1 kilometer i nord-sydlig riktning, och 1,6 kilometer i öst-västlig riktning.